# Bežični internet
Bežični internet je način stvaranja internetske komunikacijske mreže koristeći bežične tehnologije prijenosa: paketni radio, Wi-Fi, WiMax, CDMA, GSM, GPRS, EDGE, UMTS, HSDPA, mikrovalne primo-predajnike, laserske, i infracrvene tehnologije.